# أوريستيس كليفلاند
أوريستيس كليفلاند هو سياسي أمريكي، ولد في 2 مارس 1829 في داونيسبورغ في الولايات المتحدة، وتوفي في 30 مارس 1896 في نورويتش في الولايات المتحدة. نشط حزبياً في الحزب الديمقراطي. وقد انتخب عضو مجلس النواب الأمريكي ‏.